# Gadna (Ort)
Gadna ist eine Gemeinde im Komitat Borsod-Abaúj-Zemplén.

## Geografische Lage
Gadna liegt im Norden Ungarns, 42 Kilometer vom Komitatssitz Miskolc entfernt.
Nachbargemeinden sind Abaújlak und Felsővadász 4 km.
Die nächste Stadt Encs ist etwa 18 km von Gadna entfernt.

## Sehenswürdigkeiten
- Griechisch-katholische Kirche Szentlélek, erbaut 1816